# Pat Spurgin
Karen Patricia Spurgin, detta Pat (Billings, 10 agosto 1965), è un'ex tiratrice a segno statunitense.

## Palmarès

### Olimpiadi
- 1 medaglia:
  - 1 oro (Los Angeles 1984 nella carabina 10 metri aria compressa)